# Zesticelus ochotensis
Zesticelus ochotensis är en fiskart som beskrevs av Yabe, 1995. Zesticelus ochotensis ingår i släktet Zesticelus och familjen simpor. Inga underarter finns listade i Catalogue of Life.